# 789

## Събития

### Европа
- Карл Велики пресича река Елба с франкско–саксонска армия в територията на Ободритите. Покорява Велетите и достига Балтийско море.
- Италианският крал Пепин завладява Истрия в Адриатическо море, пренебрегвайки византийските протести. Той създава марка и изпраща мисионери.
- Карл Велики издава Admonitio generalis, който обхваща образователни и църковни реформи в рамките на Франкската империя.[1]
- Карл Велики основава град Херфорд (съвременна Германия), за да пази брод, пресичащ тясната река Вере.

### Великобритания
- Англосаксонската хроника отбелязва първото появяване на викингите в Англия (виж 787).

### Азия
- Въстание в Япония води до голямо поражение за император Канму. През същата година има тежка суша и глад.

## Родени
- Зиряб, мюсюлмански поет и музикант (р. 857)

## Починали
- 20 февруари – свети Лъв Катански, светец и епископ на Катания (р. 709)
- 8 ноември – Вилехад, епископ на Бремен
- Хилдепранд, херцог на Сполето
- Хорсо, франкски граф на Тулуза (или 790 г.)